# Mitchell Elshot
Mitchell Elshot (Amsterdam, 14 april 1995) is een Nederlands voormalig voetballer, die als linksback speelde voor Almere City FC en Fortuna Sittard.

## Clubcarrière
Elshot speelde in de jeugdopleiding van Almere City FC. Voor het eerste elftal debuteerde hij op 28 september 2012, toen met 3–2 verloren werd van Sparta Rotterdam. Elshot begon in de basis en werd net voor tijd gewisseld voor Dyllan Lanser. In de zomer van 2014 maakte hij samen met Christopher van der Aat, Seku Conneh en Jordy ter Borgh de overstap van Almere naar Fortuna Sittard. Voor Fortuna speelde Elshot één wedstrijd en in de winterstop van het seizoen 2014/15 stopte hij als voetballer.